# 2016-os labdarúgó-Európa-bajnokság (selejtező)

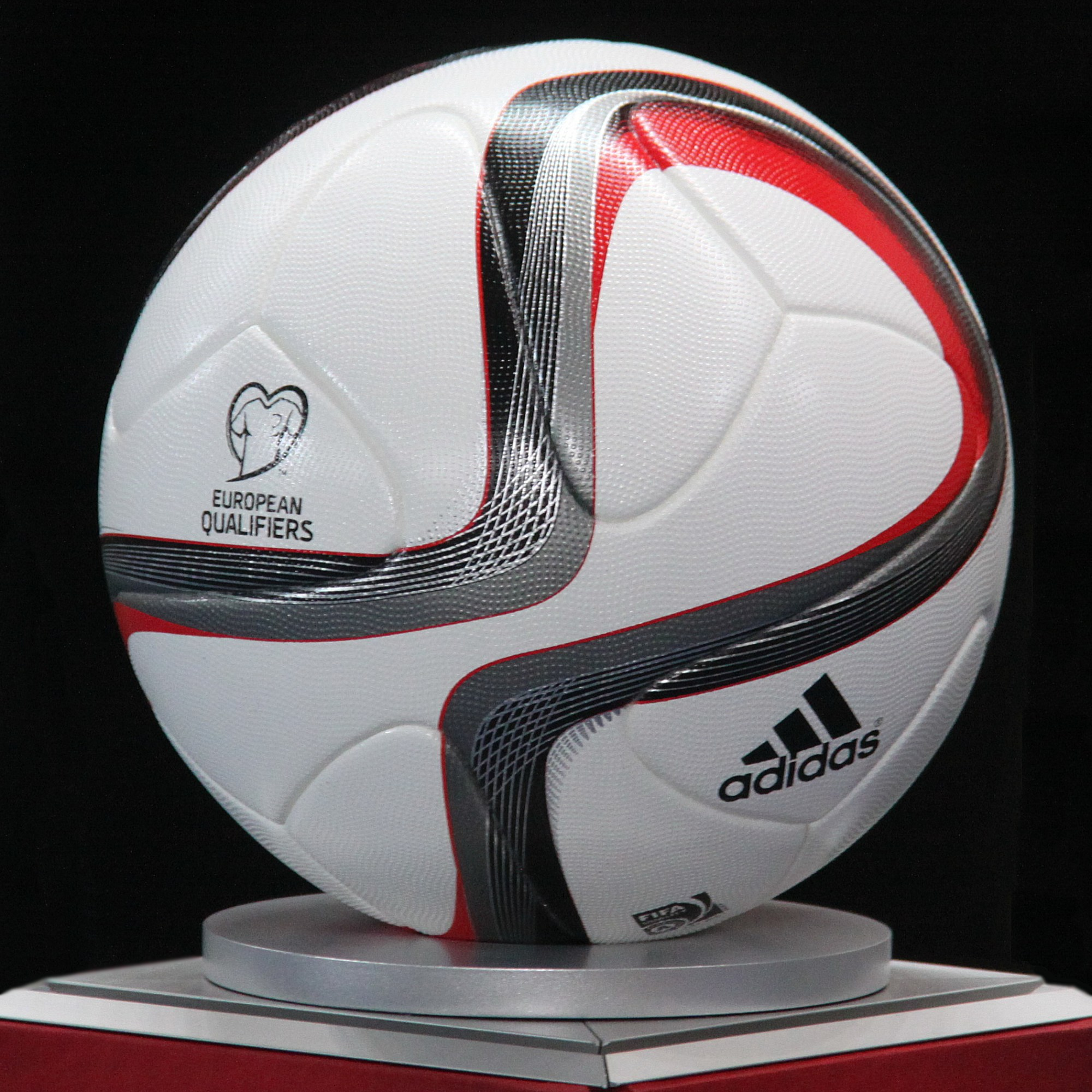

A 2016-os labdarúgó-Európa-bajnokság selejtező mérkőzéseit 2014 szeptemberétől 2015 novemberéig játszották le. A selejtezőben az UEFA 53 tagállama vehetett részt. A házigazda Franciaországnak nem kellett selejtezőt játszania. Az Eb-re 23 csapat jutott ki a selejtezőből.
Gibraltár először indulhatott az Eb-selejtezőn, miután 2013-ban UEFA-tagállam lett.

## Sorsolás
A selejtező sorolását 2014. február 23-án tartották Nizzában. A selejtezőben 53 válogatott vesz részt. A házigazda Franciaország és a selejtezőből 23 csapat jut ki az Európa-bajnokságra. Sorsolással nyolc hatcsapatos és egy ötcsapatos csoportot képeztek (utóbbi szabadnapos csapata Franciaország ellen játszik mérkőzést, de ezek nem számítottak a selejtező értékelésébe). A csoportokban körmérkőzéses, oda-visszavágós rendszerben mérkőztek meg a csapatok egymással. A sorozat végén a kilenc csoportelső és csoportmásodik, valamint a legjobb csoportharmadik automatikusan kijutott az Európa-bajnokságra, míg a többi nyolc csoportharmadik között oda-visszavágós pótselejtezőt rendeztek. A pótselejtezők győztesei jutottak még ki az Európa-bajnokságra.
A selejtezőben nem kerülhetett egy csoportba Gibraltár és Spanyolország, Örményország és Azerbajdzsán.
Az UEFA a 2014. január 23–24-i ülésén határozta meg a kalapokat.

### Kiemelés
| 1. kalap            | 1. kalap    | 1. kalap |
| Csapat              | Koefficiens | Helyezés |
| ------------------- | ----------- | -------- |
| Spanyolország       | 42,158      | 1.       |
| Németország         | 41,366      | 2.       |
| Hollandia           | 38,541      | 3.       |
| Olaszország         | 35,343      | 4.       |
| Anglia              | 34,885      | 5.       |
| Portugália          | 34,314      | 6.       |
| Görögország         | 33,540      | 7.       |
| Oroszország         | 32,946      | 8.       |
| Bosznia-Hercegovina | 31,416      | 9.       |

| 2. kalap     | 2. kalap    | 2. kalap |
| Csapat       | Koefficiens | Helyezés |
| ------------ | ----------- | -------- |
| Ukrajna      | 31,156      | 10.      |
| Horvátország | 30,652      | 12.      |
| Svédország   | 30,111      | 13.      |
| Dánia        | 29,660      | 14.      |
| Svájc        | 29,572      | 15.      |
| Belgium      | 28,732      | 16.      |
| Csehország   | 28,234      | 17.      |
| Magyarország | 27,802      | 18.      |
| Írország     | 26,733      | 19.      |

| 3. kalap      | 3. kalap    | 3. kalap |
| Csapat        | Koefficiens | Helyezés |
| ------------- | ----------- | -------- |
| Szerbia       | 25,985      | 20.      |
| Törökország   | 25,955      | 21.      |
| Szlovénia     | 25,834      | 22.      |
| Izrael        | 25,442      | 23.      |
| Norvégia      | 25,341      | 24.      |
| Szlovákia     | 25,333      | 25.      |
| Románia       | 25,038      | 26.      |
| Ausztria      | 24,572      | 27.      |
| Lengyelország | 23,095      | 28.      |

| 4. kalap         | 4. kalap    | 4. kalap |
| Csapat           | Koefficiens | Helyezés |
| ---------------- | ----------- | -------- |
| Montenegró       | 22,991      | 29.      |
| Örményország     | 22,861      | 30.      |
| Skócia           | 22,234      | 31.      |
| Finnország       | 22,001      | 32.      |
| Lettország       | 20,771      | 33.      |
| Wales            | 20,551      | 34.      |
| Bulgária         | 20,391      | 35.      |
| Észtország       | 19,988      | 36.      |
| Fehéroroszország | 19,646      | 37.      |

| 5. kalap       | 5. kalap    | 5. kalap |
| Csapat         | Koefficiens | Helyezés |
| -------------- | ----------- | -------- |
| Izland         | 19,243      | 38.      |
| Észak-Írország | 19,201      | 39.      |
| Albánia        | 19,151      | 40.      |
| Litvánia       | 19,026      | 41.      |
| Moldova        | 18,301      | 42.      |
| Macedónia      | 17,376      | 43.      |
| Azerbajdzsán   | 16,901      | 44.      |
| Grúzia         | 16,766      | 45.      |
| Ciprus         | 14,235      | 46.      |

| 6. kalap      | 6. kalap    | 6. kalap |
| Csapat        | Koefficiens | Helyezés |
| ------------- | ----------- | -------- |
| Luxemburg     | 14,050      | 47.      |
| Kazahsztán    | 13,961      | 48.      |
| Liechtenstein | 12,220      | 49.      |
| Feröer        | 11,751      | 50.      |
| Málta         | 10,740      | 51.      |
| Andorra       | 8,560       | 52.      |
| San Marino    | 7,420       | 53.      |
| Gibraltár     | 0           | 54.      |

## Csoportok
A kilenc csoportgyőztes, a kilenc csoportmásodik, valamint a legjobb harmadik helyezett automatikusan kijutott az Európa-bajnokságra. A többi nyolc harmadik helyezett pótselejtezőn vett részt, ezek győztesei szereztek még jogot az Európa-bajnokságon való részvételre.
A sorrend meghatározása
Az Európa-bajnokság selejtezőjében ha két vagy több csapat a csoportmérkőzések után azonos pontszámmal állt, akkor a következő pontok alapján állapították meg a sorrendet:
1. több szerzett pont az azonosan álló csapatok között lejátszott mérkőzéseken
2. jobb gólkülönbség az azonosan álló csapatok között lejátszott mérkőzéseken
3. több szerzett gól az azonosan álló csapatok között lejátszott mérkőzéseken
4. több idegenben szerzett gól az azonosan álló csapatok között lejátszott mérkőzéseken
5. jobb gólkülönbség az összes csoportmérkőzésen
6. több szerzett gól az összes csoportmérkőzésen
7. több idegenben szerzett gól az összes csoportmérkőzésen
8. jobb fair play pontszám
9. jobb UEFA-együttható

### A csoport
| Hely. | Csapat      | M  | Gy | D | V | G+ | G– | Gk  | P  | Továbbjutás                           |     | Csehország | Izland | Törökország | Hollandia | Kazahsztán | Lettország |
| ----- | ----------- | -- | -- | - | - | -- | -- | --- | -- | ------------------------------------- | --- | ---------- | ------ | ----------- | --------- | ---------- | ---------- |
| 1.    | Csehország  | 10 | 7  | 1 | 2 | 19 | 14 | +5  | 22 | Kijutott a 2016-os Európa-bajnokságra |     | —          | 2–1    | 0–2         | 2–1       | 2–1        | 1–1        |
| 2.    | Izland      | 10 | 6  | 2 | 2 | 17 | 6  | +11 | 20 | Kijutott a 2016-os Európa-bajnokságra |     | 2–1        | —      | 3–0         | 2–0       | 0–0        | 2–2        |
| 3.    | Törökország | 10 | 5  | 3 | 2 | 14 | 9  | +5  | 18 | Kijutott a 2016-os Európa-bajnokságra |     | 1–2        | 1–0    | —           | 3–0       | 3–1        | 1–1        |
| 4.    | Hollandia   | 10 | 4  | 1 | 5 | 17 | 14 | +3  | 13 |                                       |     | 2–3        | 0–1    | 1–1         | —         | 3–1        | 6–0        |
| 5.    | Kazahsztán  | 10 | 1  | 2 | 7 | 7  | 18 | −11 | 5  |                                       | 2–4 | 0–3        | 0–1    | 1–2         | —         | 0–0        |            |
| 6.    | Lettország  | 10 | 0  | 5 | 5 | 6  | 19 | −13 | 5  |                                       | 1–2 | 0–3        | 1–1    | 0–2         | 0–1       | —          |            |

1. 1 2  Egymás elleni pontszám: Kazahsztán 4, Lettország 1.

### B csoport
| Hely. | Csapat              | M  | Gy | D | V  | G+ | G– | Gk  | P  | Továbbjutás                           |     | Belgium | Wales | Bosznia-Hercegovina | Izrael | Ciprusi Köztársaság | Andorra |
| ----- | ------------------- | -- | -- | - | -- | -- | -- | --- | -- | ------------------------------------- | --- | ------- | ----- | ------------------- | ------ | ------------------- | ------- |
| 1.    | Belgium             | 10 | 7  | 2 | 1  | 24 | 5  | +19 | 23 | Kijutott a 2016-os Európa-bajnokságra |     | —       | 0–0   | 3–1                 | 3–1    | 5–0                 | 6–0     |
| 2.    | Wales               | 10 | 6  | 3 | 1  | 11 | 4  | +7  | 21 | Kijutott a 2016-os Európa-bajnokságra |     | 1–0     | —     | 0–0                 | 0–0    | 2–1                 | 2–0     |
| 3.    | Bosznia-Hercegovina | 10 | 5  | 2 | 3  | 17 | 12 | +5  | 17 | Pótselejtezőbe került                 |     | 1–1     | 2–0   | —                   | 3–1    | 1–2                 | 3–0     |
| 4.    | Izrael              | 10 | 4  | 1 | 5  | 16 | 14 | +2  | 13 |                                       |     | 0–1     | 0–3   | 3–0                 | —      | 1–2                 | 4–0     |
| 5.    | Ciprus              | 10 | 4  | 0 | 6  | 16 | 17 | −1  | 12 |                                       | 0–1 | 0–1     | 2–3   | 1–2                 | —      | 5–0                 |         |
| 6.    | Andorra             | 10 | 0  | 0 | 10 | 4  | 36 | −32 | 0  |                                       | 1–4 | 1–2     | 0–3   | 1–4                 | 1–3    | —                   |         |

### C csoport
| Hely. | Csapat           | M  | Gy | D | V | G+ | G– | Gk  | P  | Továbbjutás                           |     | Spanyolország | Szlovákia | Ukrajna | Fehéroroszország | Luxemburg | Észak-Macedónia |
| ----- | ---------------- | -- | -- | - | - | -- | -- | --- | -- | ------------------------------------- | --- | ------------- | --------- | ------- | ---------------- | --------- | --------------- |
| 1.    | Spanyolország    | 10 | 9  | 0 | 1 | 23 | 3  | +20 | 27 | Kijutott a 2016-os Európa-bajnokságra |     | —             | 2–0       | 1–0     | 3–0              | 4–0       | 5–1             |
| 2.    | Szlovákia        | 10 | 7  | 1 | 2 | 17 | 8  | +9  | 22 | Kijutott a 2016-os Európa-bajnokságra |     | 2–1           | —         | 0–0     | 0–1              | 3–0       | 2–1             |
| 3.    | Ukrajna          | 10 | 6  | 1 | 3 | 14 | 4  | +10 | 19 | Pótselejtezőbe került                 |     | 0–1           | 0–1       | —       | 3–1              | 3–0       | 1–0             |
| 4.    | Fehéroroszország | 10 | 3  | 2 | 5 | 8  | 14 | −6  | 11 |                                       |     | 0–1           | 1–3       | 0–2     | —                | 2–0       | 0–0             |
| 5.    | Luxemburg        | 10 | 1  | 1 | 8 | 6  | 27 | −21 | 4  |                                       | 0–4 | 2–4           | 0–3       | 1–1     | —                | 1–0       |                 |
| 6.    | Macedónia        | 10 | 1  | 1 | 8 | 6  | 18 | −12 | 4  |                                       | 0–1 | 0–2           | 0–2       | 1–2     | 3–2              | —         |                 |

1. 1 2  Az egymás elleni pontszám (3) és az egymás elleni gólkülönbség (0) döntetlen. Egymás ellen, idegenben szerzett gólok: Luxemburg 2, Macedónia 0.

### D csoport
| Hely. | Csapat        | M  | Gy | D | V  | G+ | G– | Gk  | P  | Továbbjutás                           |     | Németország | Lengyelország | Írország | Skócia | Grúzia | Gibraltár (brit tengerentúli terület) |
| ----- | ------------- | -- | -- | - | -- | -- | -- | --- | -- | ------------------------------------- | --- | ----------- | ------------- | -------- | ------ | ------ | ------------------------------------- |
| 1.    | Németország   | 10 | 7  | 1 | 2  | 24 | 9  | +15 | 22 | Kijutott a 2016-os Európa-bajnokságra |     | —           | 3–1           | 1–1      | 2–1    | 2–1    | 4–0                                   |
| 2.    | Lengyelország | 10 | 6  | 3 | 1  | 33 | 10 | +23 | 21 | Kijutott a 2016-os Európa-bajnokságra |     | 2–0         | —             | 2–1      | 2–2    | 4–0    | 8–1                                   |
| 3.    | Írország      | 10 | 5  | 3 | 2  | 19 | 7  | +12 | 18 | Pótselejtezőbe került                 |     | 1–0         | 1–1           | —        | 1–1    | 1–0    | 7–0                                   |
| 4.    | Skócia        | 10 | 4  | 3 | 3  | 22 | 12 | +10 | 15 |                                       |     | 2–3         | 2–2           | 1–0      | —      | 1–0    | 6–1                                   |
| 5.    | Grúzia        | 10 | 3  | 0 | 7  | 10 | 16 | −6  | 9  |                                       | 0–2 | 0–4         | 1–2           | 1–0      | —      | 4–0    |                                       |
| 6.    | Gibraltár     | 10 | 0  | 0 | 10 | 2  | 56 | −54 | 0  |                                       | 0–7 | 0–7         | 0–4           | 0–6      | 0–3    | —      |                                       |

### E csoport
| Hely. | Csapat     | M  | Gy | D | V | G+ | G– | Gk  | P  | Továbbjutás                           |     | Anglia | Svájc | Szlovénia | Észtország | Litvánia | San Marino |
| ----- | ---------- | -- | -- | - | - | -- | -- | --- | -- | ------------------------------------- | --- | ------ | ----- | --------- | ---------- | -------- | ---------- |
| 1.    | Anglia     | 10 | 10 | 0 | 0 | 31 | 3  | +28 | 30 | Kijutott a 2016-os Európa-bajnokságra |     | —      | 2–0   | 3–1       | 2–0        | 4–0      | 5–0        |
| 2.    | Svájc      | 10 | 7  | 0 | 3 | 24 | 8  | +16 | 21 | Kijutott a 2016-os Európa-bajnokságra |     | 0–2    | —     | 3–2       | 3–0        | 4–0      | 7–0        |
| 3.    | Szlovénia  | 10 | 5  | 1 | 4 | 18 | 11 | +7  | 16 | Pótselejtezőbe került                 |     | 2–3    | 1–0   | —         | 1–0        | 1–1      | 6–0        |
| 4.    | Észtország | 10 | 3  | 1 | 6 | 4  | 9  | −5  | 10 |                                       |     | 0–1    | 0–1   | 1–0       | —          | 1–0      | 2–0        |
| 5.    | Litvánia   | 10 | 3  | 1 | 6 | 7  | 18 | −11 | 10 |                                       | 0–3 | 1–2    | 0–2   | 1–0       | —          | 2–1      |            |
| 6.    | San Marino | 10 | 0  | 1 | 9 | 1  | 36 | −35 | 1  |                                       | 0–6 | 0–4    | 0–2   | 0–0       | 0–2        | —        |            |

1. 1 2  Az egymás elleni eredmény döntetlen. Az összes gólkülönbség döntött.

### F csoport
| Hely. | Csapat         | M  | Gy | D | V | G+ | G– | Gk  | P  | Továbbjutás                           |     | Észak-Írország | Románia | Magyarország | Finnország | Feröer | Görögország |
| ----- | -------------- | -- | -- | - | - | -- | -- | --- | -- | ------------------------------------- | --- | -------------- | ------- | ------------ | ---------- | ------ | ----------- |
| 1.    | Észak-Írország | 10 | 6  | 3 | 1 | 16 | 8  | +8  | 21 | Kijutott a 2016-os Európa-bajnokságra |     | —              | 0–0     | 1–1          | 2–1        | 2–0    | 3–1         |
| 2.    | Románia        | 10 | 5  | 5 | 0 | 11 | 2  | +9  | 20 | Kijutott a 2016-os Európa-bajnokságra |     | 2–0            | —       | 1–1          | 1–1        | 1–0    | 0–0         |
| 3.    | Magyarország   | 10 | 4  | 4 | 2 | 11 | 9  | +2  | 16 | Pótselejtezőbe került                 |     | 1–2            | 0–0     | —            | 1–0        | 2–1    | 0–0         |
| 4.    | Finnország     | 10 | 3  | 3 | 4 | 9  | 10 | −1  | 12 |                                       |     | 1–1            | 0–2     | 0–1          | —          | 1–0    | 1–1         |
| 5.    | Feröer         | 10 | 2  | 0 | 8 | 6  | 17 | −11 | 6  |                                       | 1–3 | 0–3            | 0–1     | 1–3          | —          | 2–1    |             |
| 6.    | Görögország    | 10 | 1  | 3 | 6 | 7  | 14 | −7  | 6  |                                       | 0–2 | 0–1            | 4–3     | 0–1          | 0–1        | —      |             |

1. 1 2  Egymás elleni pontszám: Feröer 6, Görögország 0.

### G csoport
| Hely. | Csapat        | M  | Gy | D | V | G+ | G– | Gk  | P  | Továbbjutás                           |     | Ausztria | Oroszország | Svédország | Montenegró | Liechtenstein | Moldova |
| ----- | ------------- | -- | -- | - | - | -- | -- | --- | -- | ------------------------------------- | --- | -------- | ----------- | ---------- | ---------- | ------------- | ------- |
| 1.    | Ausztria      | 10 | 9  | 1 | 0 | 22 | 5  | +17 | 28 | Kijutott a 2016-os Európa-bajnokságra |     | —        | 1–0         | 1–1        | 1–0        | 3–0           | 1–0     |
| 2.    | Oroszország   | 10 | 6  | 2 | 2 | 21 | 5  | +16 | 20 | Kijutott a 2016-os Európa-bajnokságra |     | 0–1      | —           | 1–0        | 2–0        | 4–0           | 1–1     |
| 3.    | Svédország    | 10 | 5  | 3 | 2 | 15 | 9  | +6  | 18 | Pótselejtezőbe került                 |     | 1–4      | 1–1         | —          | 3–1        | 2–0           | 2–0     |
| 4.    | Montenegró    | 10 | 3  | 2 | 5 | 10 | 13 | −3  | 11 |                                       |     | 2–3      | 0–3         | 1–1        | —          | 2–0           | 2–0     |
| 5.    | Liechtenstein | 10 | 1  | 2 | 7 | 2  | 26 | −24 | 5  |                                       | 0–5 | 0–7      | 0–2         | 0–0        | —          | 1–1           |         |
| 6.    | Moldova       | 10 | 0  | 2 | 8 | 4  | 16 | −12 | 2  |                                       | 1–2 | 1–2      | 0–2         | 0–2        | 0–1        | —             |         |

1. ↑  A Montenegró–Oroszország mérkőzést 3–0 arányban Oroszország javára írták. A mérkőzés először az 1. percben szakadt félbe, miután az orosz Igor Akinfejevet megdobták a nézőtérről. A 67. percben egy orosz elhibázott büntetőt követően a két csapat tagjai összeverekedtek és egy újabb orosz játékost dobtak meg a nézőtérről. A mérkőzés ekkor 0–0-s állásnál félbeszakadt.[5]

### H csoport
| Hely. | Csapat       | M  | Gy | D | V | G+ | G– | Gk  | P  | Továbbjutás                           |     | Olaszország | Horvátország | Norvégia | Bulgária | Azerbajdzsán | Málta |
| ----- | ------------ | -- | -- | - | - | -- | -- | --- | -- | ------------------------------------- | --- | ----------- | ------------ | -------- | -------- | ------------ | ----- |
| 1.    | Olaszország  | 10 | 7  | 3 | 0 | 16 | 7  | +9  | 24 | Kijutott a 2016-os Európa-bajnokságra |     | —           | 1–1          | 2–1      | 1–0      | 2–1          | 1–0   |
| 2.    | Horvátország | 10 | 6  | 3 | 1 | 20 | 5  | +15 | 20 | Kijutott a 2016-os Európa-bajnokságra |     | 1–1         | —            | 5–1      | 3–0      | 6–0          | 2–0   |
| 3.    | Norvégia     | 10 | 6  | 1 | 3 | 13 | 10 | +3  | 19 | Pótselejtezőbe került                 |     | 0–2         | 2–0          | —        | 2–1      | 0–0          | 2–0   |
| 4.    | Bulgária     | 10 | 3  | 2 | 5 | 9  | 12 | −3  | 11 |                                       |     | 2–2         | 0–1          | 0–1      | —        | 2–0          | 1–1   |
| 5.    | Azerbajdzsán | 10 | 1  | 3 | 6 | 7  | 18 | −11 | 6  |                                       | 1–3 | 0–0         | 0–1          | 1–2      | —        | 2–0          |       |
| 6.    | Málta        | 10 | 0  | 2 | 8 | 3  | 16 | −13 | 2  |                                       | 0–1 | 0–1         | 0–3          | 0–1      | 2–2      | —            |       |

1. ↑  Horvátországtól 1 pontot levontak, a Horvátország–Olaszország mérkőzésen tapasztalt rasszista cselekmények miatt. Horvátországnak a következő két hivatalos UEFA mérkőzését zárt kapuk mögött kellett lejátszania, emellett 100 000 euró pénzbüntetést is kaptak.[6] A horvát szövetség fellebbezett, amelyet elutasítottak.[7]

### I csoport
| Hely. | Csapat       | M | Gy | D | V | G+ | G– | Gk | P  | Továbbjutás                           |     | Portugália | Albánia | Dánia | Szerbia | Örményország |
| ----- | ------------ | - | -- | - | - | -- | -- | -- | -- | ------------------------------------- | --- | ---------- | ------- | ----- | ------- | ------------ |
| 1.    | Portugália   | 8 | 7  | 0 | 1 | 11 | 5  | +6 | 21 | Kijutott a 2016-os Európa-bajnokságra |     | —          | 0–1     | 1–0   | 2–1     | 1–0          |
| 2.    | Albánia      | 8 | 4  | 2 | 2 | 10 | 5  | +5 | 14 | Kijutott a 2016-os Európa-bajnokságra |     | 0–1        | —       | 1–1   | 0–2     | 2–1          |
| 3.    | Dánia        | 8 | 3  | 3 | 2 | 8  | 5  | +3 | 12 | Pótselejtezőbe került                 |     | 0–1        | 0–0     | —     | 2–0     | 2–1          |
| 4.    | Szerbia      | 8 | 2  | 1 | 5 | 8  | 13 | −5 | 4  |                                       |     | 1–2        | 0–3     | 1–3   | —       | 2–0          |
| 5.    | Örményország | 8 | 0  | 2 | 6 | 5  | 14 | −9 | 2  |                                       | 2–3 | 0–3        | 0–0     | 1–1   | —       |              |

1. 1 2  A Szerbia–Albánia mérkőzés a 42. percben 0–0-s állásnál félbeszakadt. A pálya felett egy drón jelent meg, amelyen egy albán zászló volt. A szerb játékosok elkapták a zászlót, ezt követően verekedés tört ki a játékosok között, amelyhez szerb szurkolók is csatlakoztak, akik a nézőtérről rohantak be a pályára. A játékvezető ezt követően félbeszakította a mérkőzést.[8][9] Az UEFA a mérkőzést 3–0 arányban Szerbia javára írta, egyúttal Szerbiától le is vont 3 pontot. Szerbiának a Dánia és az Örményország elleni mérkőzését zárt kapuk mögött kellett lejátszania. Szerbia és Albánia is fellebbezett az ítélet ellen.[10] A Nemzetközi Sportdöntőbíróság (CAS) 2015. július 10-én hozott ítéletében 3–0 arányban Albánia javára írták a mérkőzést, Szerbia 3 pontos levonását megtartották.[11]

### Csoportharmadikok sorrendje
Egy csoportban (I csoport) csak öt csapat vett részt, ezért az A–H csoportok harmadik helyén végzett csapatok esetén a csoportjukban a hatodik helyezett csapat elleni eredményeket nem kellett figyelembe venni a rangsorolásnál.
A csoportharmadikok sorrendjét a következők szerint kellett meghatározni:
1. több szerzett pont
2. jobb gólkülönbség
3. több szerzett gól
4. több idegenben szerzett gól
5. alacsonyabb fair play pontszám
6. jobb UEFA-együttható
7. sorsolás

A legjobb csoportharmadik kijutott az Európa-bajnokságra. A további nyolc harmadik helyezett pótselejtezőbe került.
| Hely. | Cs | Csapat              | M | Gy | D | V | G+ | G– | Gk | P  | Továbbjutás                           |
| ----- | -- | ------------------- | - | -- | - | - | -- | -- | -- | -- | ------------------------------------- |
| 1.    | A  | Törökország         | 8 | 5  | 1 | 2 | 12 | 7  | +5 | 16 | Kijutott a 2016-os Európa-bajnokságra |
| 2.    | F  | Magyarország        | 8 | 4  | 3 | 1 | 8  | 5  | +3 | 15 | Pótselejtezőbe került                 |
| 3.    | C  | Ukrajna             | 8 | 4  | 1 | 3 | 11 | 4  | +7 | 13 | Pótselejtezőbe került                 |
| 4.    | H  | Norvégia            | 8 | 4  | 1 | 3 | 8  | 10 | −2 | 13 | Pótselejtezőbe került                 |
| 5.    | I  | Dánia               | 8 | 3  | 3 | 2 | 8  | 5  | +3 | 12 | Pótselejtezőbe került                 |
| 6.    | G  | Svédország          | 8 | 3  | 3 | 2 | 11 | 9  | +2 | 12 | Pótselejtezőbe került                 |
| 7.    | D  | Írország            | 8 | 3  | 3 | 2 | 8  | 7  | +1 | 12 | Pótselejtezőbe került                 |
| 8.    | B  | Bosznia-Hercegovina | 8 | 3  | 2 | 3 | 11 | 12 | −1 | 11 | Pótselejtezőbe került                 |
| 9.    | E  | Szlovénia           | 8 | 3  | 1 | 4 | 10 | 11 | −1 | 10 | Pótselejtezőbe került                 |

## Pótselejtezők
A megmaradt nyolc harmadik helyezettet párokba sorsolták, a párba sorsolt csapatok oda-visszavágós mérkőzést játszottak egymással. Az elsőként sorsolt csapat az első mérkőzést hazai pályán játszotta. A négy párosítás győztese kijutott az Európa-bajnokságra, a négy vesztes kiesett.
A csapatok kiemelését az UEFA válogatottakra vonatkozó koefficiense szerint, a selejtezők befejezését követő állása alapján állapították meg. A párosítások sorsolását közép-európai idő szerint 2015. október 18-án, 11:20-tól tartották Nyonban.
A rangsorolás számítását a következőket szerint végezték:
- A 2016-os Eb-selejtezők során szerzett ranglistapontok átlagának 40%-a
- A 2014-es vb-selejtezők és a 2014-es vb során szerzett ranglistapontok átlagának 40%-a
- A 2012-es Eb-selejtezők és a 2012-es Eb során szerzett ranglistapontok átlagának 20%-a

### Kiemelés
| 1. kalap (kiemeltek) | 1. kalap (kiemeltek) |
| Ország               | Együttható           |
| -------------------- | -------------------- |
| Bosznia-Hercegovina  | 30 367               |
| Ukrajna              | 30 313               |
| Svédország           | 29 028               |
| Magyarország         | 27 142               |

| 2. kalap (nem kiemeltek) | 2. kalap (nem kiemeltek) |
| Ország                   | Együttható               |
| ------------------------ | ------------------------ |
| Dánia                    | 27 140                   |
| Írország                 | 26 902                   |
| Norvégia                 | 26 439                   |
| Szlovénia                | 25 441                   |

### Mérkőzések
| 1. csapat           | Össz.Tooltip Aggregate score | 2. csapat    | 1. mérk. | 2. mérk. |
| ------------------- | ---------------------------- | ------------ | -------- | -------- |
| Ukrajna             | 3–1                          | Szlovénia    | 2–0      | 1–1      |
| Svédország          | 4–3                          | Dánia        | 2–1      | 2–2      |
| Bosznia-Hercegovina | 1–3                          | Írország     | 1–1      | 0–2      |
| Norvégia            | 1–3                          | Magyarország | 0–1      | 1–2      |

## Kijutott csapatok
A következő csapatok jutottak ki a 2016-os labdarúgó-Európa-bajnokságra:

| Ország         | Hogyan kvalifikált         | Kvalifikáció időpontja | Európa-bajnoki részvétel | Utolsó részvétel | Előző/legjobb eredmény           |
| -------------- | -------------------------- | ---------------------- | ------------------------ | ---------------- | -------------------------------- |
| Franciaország  | Rendező                    | 2010. május 28.        | 8                        | 2012             | Európa-bajnok (1984, 2000)       |
| Anglia         | E csoport győztese         | 2015. szeptember 5.    | 8                        | 2012             | Bronzérmes (1968, 1996)          |
| Csehország     | A csoport győztese         | 2015. szeptember 6.    | 5                        | 2012             | Ezüstérmes (1996)                |
| Izland         | A csoport 2. helyezettje   | 2015. szeptember 6.    | 0 (először vett részt)   | –                | –                                |
| Ausztria       | G csoport győztese         | 2015. szeptember 8.    | 1                        | 2008             | Csoportkör (2008)                |
| Észak-Írország | F csoport győztese         | 2015. október 8.       | 0 (először vett részt)   | –                | –                                |
| Portugália     | I csoport győztese         | 2015. október 8.       | 6                        | 2012             | Ezüstérmes (2004)                |
| Spanyolország  | C csoport győztese         | 2015. október 9.       | 9                        | 2012             | Európa-bajnok (1964, 2008, 2012) |
| Svájc          | E csoport 2. helyezettje   | 2015. október 9.       | 3                        | 2008             | Csoportkör (1996, 2004, 2008)    |
| Olaszország    | H csoport győztese         | 2015. október 10.      | 8                        | 2012             | Európa-bajnok (1968)             |
| Belgium        | B csoport győztese         | 2015. október 10.      | 4                        | 2000             | Ezüstérmes (1980)                |
| Wales          | B csoport 2. helyezettje   | 2015. október 10.      | 0 (először vett részt)   | –                | –                                |
| Románia        | F csoport 2. helyezettje   | 2015. október 11.      | 4                        | 2008             | Negyeddöntő (2000)               |
| Albánia        | I csoport 2. helyezettje   | 2015. október 11.      | 0 (először vett részt)   | –                | –                                |
| Németország    | D csoport győztese         | 2015. október 11.      | 11                       | 2012             | Európa-bajnok (1972, 1980, 1996) |
| Lengyelország  | D csoport 2. helyezettje   | 2015. október 11.      | 2                        | 2012             | Csoportkör (2008, 2012)          |
| Oroszország    | G csoport 2. helyezettje   | 2015. október 12.      | 4                        | 2012             | Bronzérmes (2008)                |
| Szlovákia      | C csoport 2. helyezettje   | 2015. október 12.      | 0 (először vett részt)   | –                | –                                |
| Horvátország   | H csoport 2. helyezettje   | 2015. október 13.      | 4                        | 2012             | Negyeddöntő (1996, 2008)         |
| Törökország    | Legjobb harmadik helyezett | 2015. október 13.      | 3                        | 2008             | Bronzérmes (2008)                |
| Magyarország   | Pótselejtező               | 2015. november 15.     | 2                        | 1972             | Bronzérmes (1964)                |
| Írország       | Pótselejtező               | 2015. november 16.     | 2                        | 2012             | Csoportkör (1988, 2012)          |
| Svédország     | Pótselejtező               | 2015. november 17.     | 5                        | 2012             | Bronzérmes (1992)                |
| Ukrajna        | Pótselejtező               | 2015. november 17.     | 1                        | 2012             | Csoportkör (2012)                |

1. ↑  Csehszlovákia (1960 és 1980 között) részvételei nélkül.
2. ↑  Az NSZK (1972 és 1988 között) részvételeit is beleértve.
3. ↑  A Szovjetunió (1960 és 1988 között) és a FÁK (1992) részvételei nélkül.